# Павший астронавт
«Павший астронавт» (англ. Fallen Astronaut) — алюминиевая скульптура, изображающая космонавта в скафандре, лежащего навзничь. Фигурка находится в районе Хэдли — Апеннины на Луне, в месте посадки экипажа космического корабля «Аполлон-15» на юго-восточной окраине Моря Дождей.
Установлена 1 августа 1971 года командиром «Аполлона-15» Дэвидом Скоттом. Рядом с нею воткнута в грунт табличка, увековечивающая имена 8 астронавтов США и 6 космонавтов СССР, к тому времени погибших или умерших.
Автор скульптуры — бельгийский художник и гравёр Пол ван Хейдонк. «Павший астронавт» является единственной художественной инсталляцией на Луне.

## История
Автора скульптуры, бельгийца Пола ван Хейдонка, вдохновила на её создание встреча с астронавтом Дэвидом Скоттом. Было решено, что гравёр создаст маленькую статуэтку, которую Скотт оставит на Луне при следующем полёте, никаких дополнительных деталей тогда не обговаривалось. Смысл скульптуры, по замыслу Скотта, должен был заключаться в увековечении памяти тех, кто внёс значительный, по его мнению, вклад в освоение космоса и кого уже нет в живых. Табличку с выгравированными на ней именами Скотт сделал сам. Перед ван Хейдонком встала непростая задача: статуэтка должна была быть как лёгкой, так и прочной, должна была выдерживать экстремальные перепады температур, она не должна была изображать ни мужчину, ни женщину, ни указывать на расу космонавта. Также Скотт выступал противником коммерциализации космоса, поэтому он добился, чтобы широкая общественность не узнала имя автора как можно дольше, что вызвало некоторый протест ван Хейдонка.
Сам автор видел в этом своём произведении не столько мемориал космонавтам, сколько изображение всего человечества. По его словам, он даже не знал, что его статуэтка станет памятником космонавтам, её название «Павший астронавт» он не выбирал и не одобрял и хотел поставить фигурку вертикально, а не класть её навзничь.

## Копии статуэтки на Земле

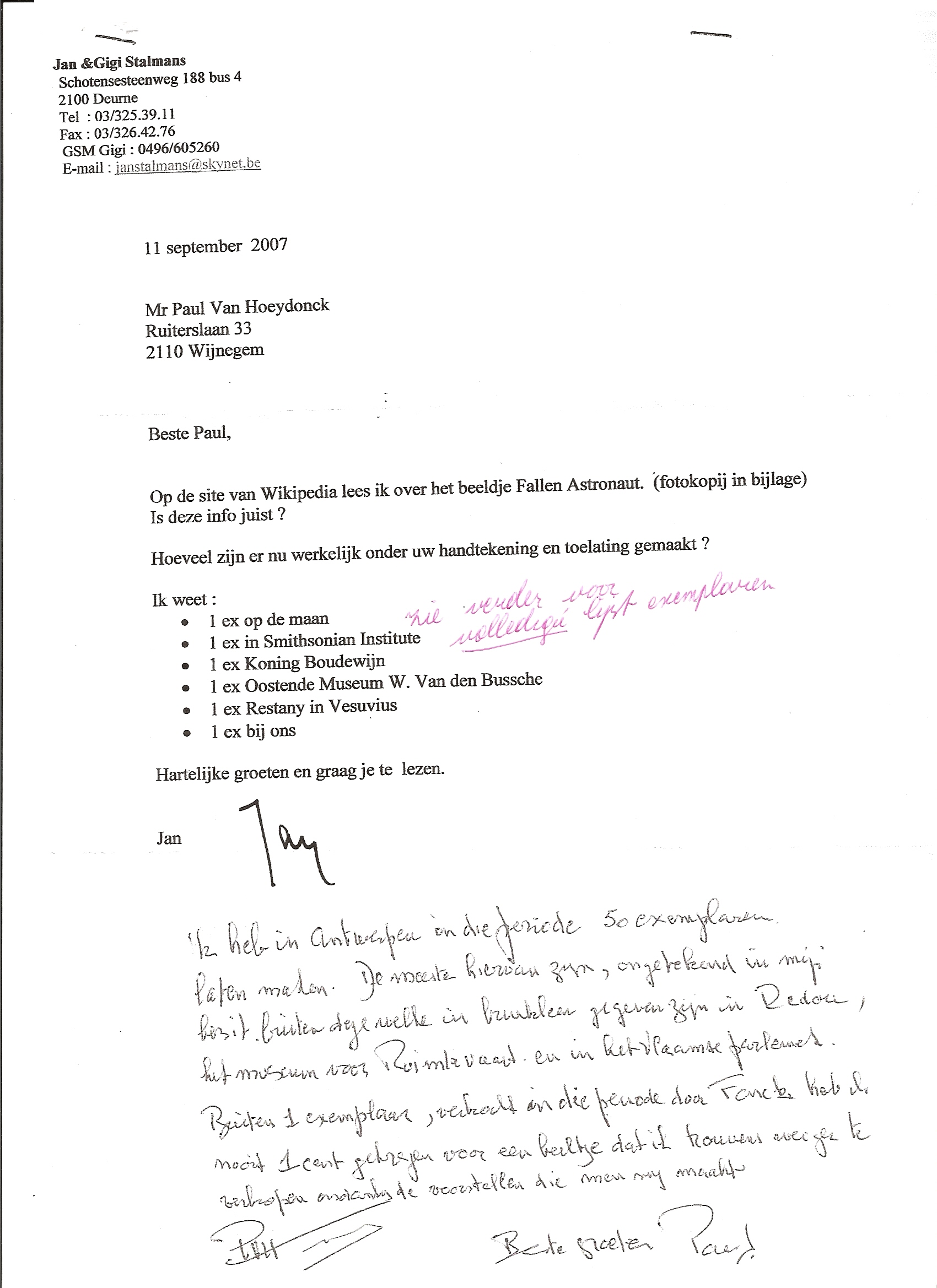
Письмо, в котором Пол ван Хейдонк сообщает об изготовленных им копиях «Астронавта»

После возвращения «Аполлона-15» на Землю астронавты рассказали о статуэтке, оставленной ими на Луне. Узнав об этом, Национальный музей авиации и космонавтики заявил, что им необходима её копия для своей экспозиции. Экипаж согласился с этим, попросив музей «разместить статуэтку с хорошим вкусом и без рекламы». Копия была передана Смитсоновскому институту 17 апреля 1972 года, на следующий день после того как телеведущий Уолтер Кронкайт на всю страну рассказал о «Павшем астронавте» — первой художественной инсталляции на Луне. Уже спустя месяц стало известно, что Пол ван Хейдонк намерен сделать ещё несколько копий «Астронавта», и это Дэвид Скотт воспринял как нарушение их договорённости. Попытки убедить художника не делать этого не увенчались успехом, уже в июле того же года на страницах журнала «Искусство в Америке» появилась полноразмерная реклама, сообщающая, что скоро 950 копий «Павшего астронавта», подписанные автором, будут выставлены на продажу в Нью-Йорке по цене 750 долларов за штуку. На это последовала негативная реакция НАСА, и ван Хейдонк отказался от своей затеи.
Гораздо позднее, в сентябре 2007 года, Пол ван Хейдонк в письме сообщил, что он в своё время изготовил 50 копий этой статуэтки, большинство из них по-прежнему находятся при нём. Также он сказал, что никогда не продавал их, за исключением единственного случая, хотя и получал множество предложений подобного рода.

## Табличка
Дэвид Скотт выгравировал на табличке в алфавитном порядке имена 14 астронавтов и космонавтов, погибших и умерших в 1964—1971 годах:
В скобках указана дополнительная информация, на самой же табличке выбиты только имена. Список отсортирован хронологически, а не в алфавитном порядке, как в оригинале.
- Теодор Фримен (погиб 31 октября 1964 года в авиакатастрофе в возрасте 34 лет, стал первым погибшим астронавтом)
- Чарльз Бассетт (погиб 28 февраля 1966 года в авиакатастрофе[англ.] в возрасте 34 лет)
- Эллиот Си (погиб в той же авиакатастрофе в возрасте 38 лет)
- Гас Гриссом (погиб 27 января 1967 года при пожаре «Аполлона-1» в возрасте 40 лет)
- Роджер Чаффи (погиб в том же пожаре в возрасте 31 года)
- Эдвард Уайт (первый американец, побывавший в открытом космосе; погиб в том же пожаре в возрасте 36 лет)
- Владимир Комаров (погиб 24 апреля 1967 года при спуске на Землю «Союза-1» в возрасте 40 лет)
- Эдвард Гивенс (погиб 6 июня 1967 года в автокатастрофе в возрасте 37 лет)
- Клифтон Уильямс (погиб 5 октября 1967 года в авиакатастрофе в возрасте 35 лет)
- Юрий Гагарин (первый человек, побывавший в космосе; погиб 27 марта 1968 года в авиакатастрофе в возрасте 34 лет)
- Павел Беляев (умер 10 января 1970 года от перитонита в возрасте 44 лет)
- Георгий Добровольский (погиб 30 июня 1971 года при спуске на Землю «Союза-11» в возрасте 43 лет)
- Виктор Пацаев (погиб в той же катастрофе в возрасте 38 лет)
- Владислав Волков (погиб в той же катастрофе в возрасте 35 лет)

Позднее Дэвид Скотт сожалел, что на этой табличке не хватает имён ещё двух человек: Валентина Бондаренко (погиб 23 марта 1961 года в результате случайно спровоцированного им же пожара в возрасте 24 лет) и Григория Нелюбова (погиб 18 февраля 1966 года под колёсами поезда в возрасте 31 года). Из-за секретности, окружавшей в то время советскую космическую программу, Скотт в 1971 году просто не знал, что их уже несколько лет нет в живых.